# Club Tijuana
El Club Tijuana Xoloitzcuintles de Caliente, conocido como Club Tijuana, Xolos de Tijuana o simplemente Xolos es un club profesional de fútbol mexicano. Fue fundado en el año 2007 por Jorge Hank Rhon y juega en la ciudad de Tijuana, Baja California, México. Es el primer equipo de fútbol de Tijuana en alcanzar la Primera División.
Luego de ganar el Torneo Apertura 2010 de la Liga de Ascenso de México obtuvo el derecho de jugar la final de ascenso ante el Club Deportivo Irapuato, al cual venció para obtener el ascenso a la Primera División de México para disputar el Torneo Apertura 2011.
Ganó el primer título de su historia en el Torneo Apertura 2012 de la Primera División de México.

## Historia

### Antecedentes
Durante la temporada 2005-2006 de la Primera 'A' existió un primer conjunto denominado Club Tijuana que surgió tras la mudanza de la franquicia Pioneros de Obregón a la ciudad, sin embargo el equipo tijuanense se enfrentó a problemas de infraestructura al carecer de un estadio para el uso del fútbol, debido a que la instalación habitual de los clubes tijuanenses, el estadio Cerro Colorado, se encontraba siendo utilizado por los Toros de Tijuana de la Liga Mexicana de Béisbol, motivo que obligó al cuadro de balompié a jugar en la Unidad Deportiva CREA, además el club tuvo unos pobres resultados durante los torneos de Apertura 2005 y Clausura 2006, lo que terminó en un descenso a la Segunda División.

### Inicios

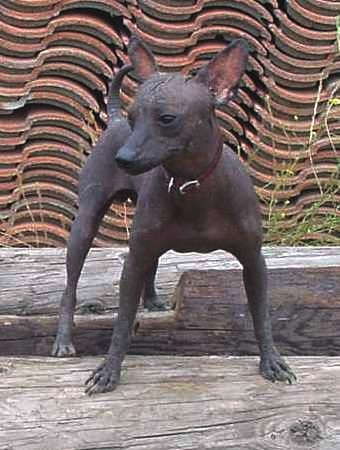
El xoloitzcuintle fue elegido como mascota oficial principalmente por ser representativo de la región noroeste de México.

Para el torneo de Apertura 2006 la Federación Mexicana de Fútbol (FMF) decidió que cada equipo del máximo circuito tuviera forzosamente una filial en la división de ascenso, por lo que un grupo de empresarios tijuanenses encabezados por la casa de apuestas decidieron rentar con opción a compra la filial de los recién ascendidos a Primera División, Gallos blancos, para así crear nuevamente el Club Tijuana; esta vez con el mote de Gallos de Caliente, por ser filial del Querétaro y por el mayor patrocinador.
Para el torneo Clausura 2007 el club fue movido a Celaya y jugaron bajo el nombre de Club Celaya. Pero ese mismo torneo el club Guerreros de Tabasco fue adquirido por unos empresarios de Tijuana y renombraron al equipo Club Tijuana, cambiando el mote de Gallos Caliente por el de Xoloitzcuintles.
En el Apertura 2007, el Club Tijuana inauguraría su estadio oficial, y lo harían el 11 de noviembre de 2007 en la Jornada 15, recibiendo a la filial de Universidad Nacional, a Pumas Morelos. Ganando aquel partido con marcador de 2-1. Diego Olsina sería el primer jugador en anotar gol en el estadio Caliente al hacerlo al minuto 22´, Raúl Enríquez sería el anotador del segundo y definitivo gol para darle el primer triunfo al equipo fronterizo al minuto 43´.
En el Clausura 2008, el equipo fronterizo descendería de categoría por sus malos resultados en su primer año en competición, a pesar de haber descendido a la Segunda División, la Federación Mexicana de Fútbol (FMF) decidió aumentar los equipos de la Primera División "A" de 24 a 26 equipos, con lo que el Club Tijuana volvería a ser partícipe del Torneo Apertura 2008 de la Primera División "A" llegando a semifinales contra los Gallos Blancos del Querétaro, que a la postre perderían con marcador global de 4-1.
Para el torneo Clausura 2009 llega como el club que más puntos consiguió en ese torneo con 33 puntos, por lo que accede a la liguilla de la Primera División "A" de dicho torneo.
En los cuartos de final se enfrenta contra Lobos de la BUAP. En el juego de ida fue disputado en el Estadio Cuauhtémoc de Puebla ganan 3-1, mientras que en el de vuelta empató 1-1, consiguiendo lo necesario para llegar a las semifinales.
Ya en las semifinales, se enfrentaba contra los Petroleros de Salamanca, el único equipo que quedaba de los cuales no tienen derecho a ascenso. En el Estadio Olímpico Sección 24 de Salamanca, se jugó el partido de ida en el cual gana el Club Tijuana 2-0,
llevando una buena ventaja para el partido de vuelta, el cual completaron con un 2-0 contundente llegando así a la final del Clausura 2009, en contra del Mérida FC.
Ya en la final de ida que se disputó el jueves 21 de mayo en el Estadio Carlos Iturralde Rivero, casa del Mérida FC, cayó 1-0, siendo así cortada una racha de 18 partidos sin conocer la derrota, posteriormente en el encuentro de vuelta que se disputara en el Estadio Caliente el 24 de mayo debían ganar por diferencia de 1 gol sin embargo no pudieron lograrlo, terminando empatados a 0 goles, proclamando a Venados de Mérida como campeones del torneo y así jugar la final para ascender de categoría, que jugarían contra el Querétaro, que fue quien ganó la disputa y así consiguió llegar a la primera división.

### Primera División
El equipo se coronó campeón del Apertura 2010 después de haber finalizado como líder general con 38 puntos, lo que les daba el pase directo a semifinales. En semifinales se enfrentaron al equipo veracruzano Albinegros de Orizaba quedando 0:0 en global, pero por su posición en la tabla avanzó a la final contra Tiburones Rojos de Veracruz. En el partido de ida los "Xolos" sorprendieron y ganaron de visitante 0:2 en el estadio Luis "Pirata" Fuente en Veracruz, mientras en su cancha, en el estadio Caliente, ganaron de nuevo 1:0 y así Tijuana consiguió medio boleto hacia Primera División.

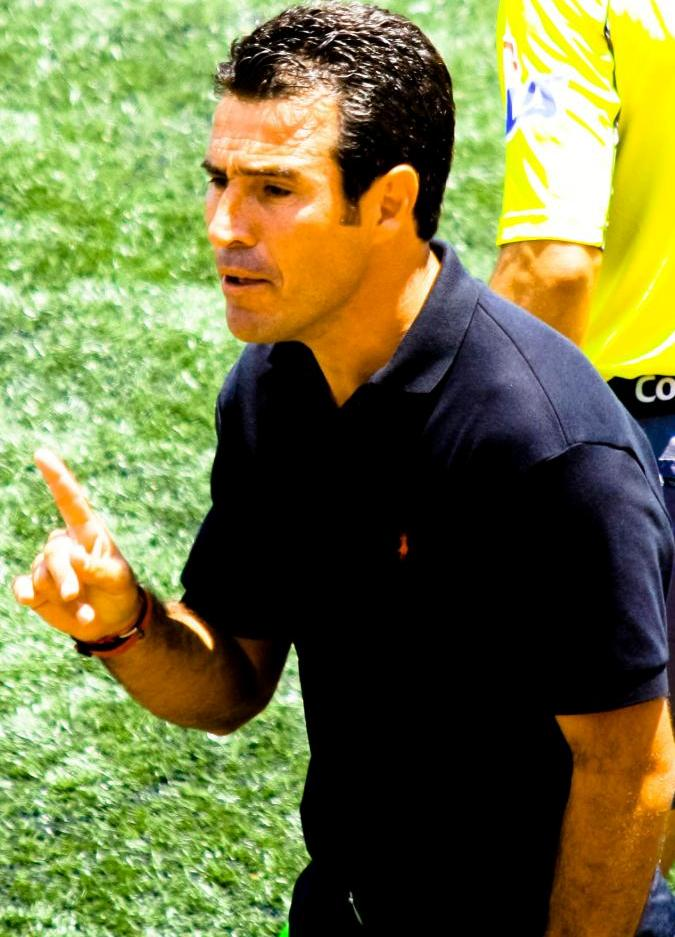
Joaquín del Olmo, entrenador que ascendió al equipo a Primera División.

La final del Clausura 2011 se jugó entre Club Tijuana e Irapuato el miércoles 11 de mayo en el estadio de Tijuana en este partido quedaron 1-1, para el partido de vuelta jugado en Irapuato; El Club Deportivo Irapuato se coronó campeón al ganar 1-0. Ambos equipos se quedaron con medio boleto para la Primera División, así que se tuvo que jugar la Final de Ascenso, disputando dos partidos más, debido a que los Clubes habían quedado campeones en los torneos pasados, el Apertura 2010 y Clausura 2011. El primer partido se jugó en el Sergio León Chávez, casa del Club Deportivo Irapuato el miércoles 18 de mayo quedando 0-0, para el partido de vuelta el Club Tijuana se coronó campeón con un marcador de 2-1 en el Estadio Caliente el 21 de mayo. Queda en la historia como el primer equipo no solo de Tijuana si no de todo el estado, Baja California en subir a la Primera División Nacional.
El 4 de junio de 2011 fue arrestado el supuesto propietario, Jorge Hank Rhon, por lo que él se especuló la desafiliación del club por la Federación Mexicana de Fútbol, sin embargo un mes después se comprobó que él no era el propietario.
El debut del equipo tijuanense marcaba recibir a Club Atlético Monarcas Morelia en la Jornada 1. La sede de este encuentro sería en el Estadio Caliente. El partido finalizó con marcador de 1-2 a favor de la monarquía, destacando el primer gol anotado por xolos en la historia, obra del estadounidense-mexicano Joe Corona al minuto 44' antes de terminar el encuentro. Tras una derrota, monarcas arruina el estreno de Tijuana en Primera División, acogería por primera vez un partido de Primera División. Tras el primer lleno de su historia, xolos perdería 1-2 contra Monarcas, con Luis Alonso Sandoval anotando el primer gol en la historia del estadio y con Joe Corona marcando el primer gol de Tijuana en su estadio y después Miguel Sabah al minuto 84' anotando el penalti. Tres fechas posteriores, Xolos consiguió su primera victoria como visitante ante Santos Laguna por 1-3, y su primer triunfo como local ante Pachuca por 3-2, llegando a colocarse 15.º del torneo. Sin embargo en los siguientes partidos solo pudieron conseguir 1 victoria, finalizando el torneo en el lugar 15.º de 18 equipos, sumando 18 puntos producto de 3 victorias, 9 empates y 5 derrotas. El 25 de marzo de 2012 logró concretar la permanencia en la Primera división mexicana tras vencer 2-0 al Club Atlas de Guadalajara.
Llegando el inicio del Clausura 2012, es otro panorama para los canes aztecas pues tras una temporada digna del recuerdo para la institución canina, en la que lograron batir su propio récord de puntos con 28 y 7 victorias por solo 7 empates y 3 descalabros, el 29 de abril de 2012 hicieron historia al entrar a su primer Liguilla en su primer año de ascenso al igualar 1-1 ante la UNAM de la mano del técnico argentino Antonio Mohamed que regresó a México. Más tarde fueron derrotados por el Monterrey, al perder 1-2 en el juego de ida y empatar 2-2 en el juego de vuelta permitiéndole así al equipo de Monterrey pasar directamente a semifinal.
En el Apertura 2012 Tijuana logró su mejor desempeño en Primera División quedando en segundo lugar empatado en puntos con el Deportivo Toluca. En Cuartos de final se enfrentó de nuevo a Monterrey pero esa vez los Xolos lograron avanzar a las semifinales con marcador global de 2:1. En semifinales Tijuana se enfrentó al equipo sensación del torneo y antiguo rival del ascenso, el Club León. Después de un partido complicado León venció en la ida a Xolos por 2:0; en la vuelta en el Estadio Caliente Tijuana tuvo uno de sus mejores desempeños en su historia al derrotar por 3:0 a los panzas verdes de León. En la gran final se enfrentó al Deportivo Toluca, en el partido de ida Tijuana ganó en un partido emocionante por marcador 2:1.
En la vuelta en el Estadio Nemesio Díez el Club Tijuana venció de manera categórica a Toluca por 0:2 con goles de Richard Ruiz y Duvier Riascos de visitantes consiguiendo así su primer título en Primera División.
| 29 de noviembre de 2012 19:00 UTC-8 - Azteca 7 | Tijuana                                | 2:1 (2:1) | Toluca            | Estadio Caliente, Tijuana, Baja California.                       |                                                                   |
|                                                | Fidel Martínez 23' · Pablo Aguilar 39' | Reporte   | Edgar Benítez 25' | Asistencia: 22,333 espectadores Árbitro(s): Roberto García Orozco | Asistencia: 22,333 espectadores Árbitro(s): Roberto García Orozco |

| 2 de diciembre de 2012 18:00 UTC-6 - Canal 2 | Toluca | 0:2 (0:0) | Tijuana                | Estadio Nemesio Díez, Toluca, Edo. Méx.                      |                                                              |
|                                              |        |           | Ruiz 69' · Riascos 70' | Asistencia: 27.000 espectadores Árbitro(s): Francisco Chacon | Asistencia: 27.000 espectadores Árbitro(s): Francisco Chacon |
| Campeón del Torneo Apertura 2012             |        |           |                        |                                                              |                                                              |

Alineación:
- 13  Cirilo Saucedo
- 22  Juan Carlos Nuñez
- 3  Javier Gandolfi
- 6  Pablo Aguilar
- 2  Edgar Castillo
- 15  Joe Corona
- 16  Cristian Pellerano
- 8  Fernando Arce
- 11  Fidel Martínez
- 20  Duvier Riascos
- 9  Alfredo David Moreno
- DT  Antonio Mohamed

### Torneos internacionales
Tras un excelente Torneo Apertura 2012, logró la calificación a la Copa Libertadores 2013 ya que terminó segundo de la tabla general con 34 puntos, solo detrás del Toluca. Se clasificó como "México 2", terminando en el grupo 5 junto a Millonarios de Colombia, Corinthians de Brasil, y San José de Bolivia. Clasificó a la etapa de octavos de final como el mejor segundo lugar de la competencia y jugando en contra del equipo brasileño Palmeiras, con un global de 2-1 (0-0 ida y 2-1 vuelta) en favor del conjunto de los Xolos. En la etapa de los cuartos de final se enfrentó al brasileño Atlético Mineiro, el conjunto donde jugaba Ronaldinho.
En el juego de ida, disputado en Tijuana, el marcador terminó con un empate a dos, aunque el equipo tijuanense se había ido al frente con goles de Riascos y Martínez, los brasileños pudieron empatar en el último minuto por conducto de Luan. La vuelta se jugó en Brasil y el partido finalizó 1-1 pero gracias a los 2 goles en México avanzó a semifinales el equipo brasileño. El equipo dirigido por Antonio Mohamed estuvo a punto de lograr el acceso a semifinales a los 2 minutos del agregado a través de un penal que le cometieron al defensa paraguayo Pablo Aguilar, que no pudo convertir el colombiano Duvier Riascos.
Al ser el campeón del Torneo Apertura 2012 de la Liga MX logró su acceso a la Concacaf Liga Campeones 2013-14, donde fue ubicado como cabeza de serie en el grupo 7, que compartió junto al Club Deportivo Luis Ángel Firpo de El Salvador y al Club Deportivo Victoria de Honduras. Resultó ganador de dicho grupo y en Cuartos de final se enfrentaron al equipo de Los Angeles Galaxy de la Major League Soccer al cual derrotaron por marcador global de 4 - 2, para posteriormente ser eliminados por Cruz Azul Fútbol Club en semifinales, quienes a la postre finalizaron campeones del certamen.

## Estadio

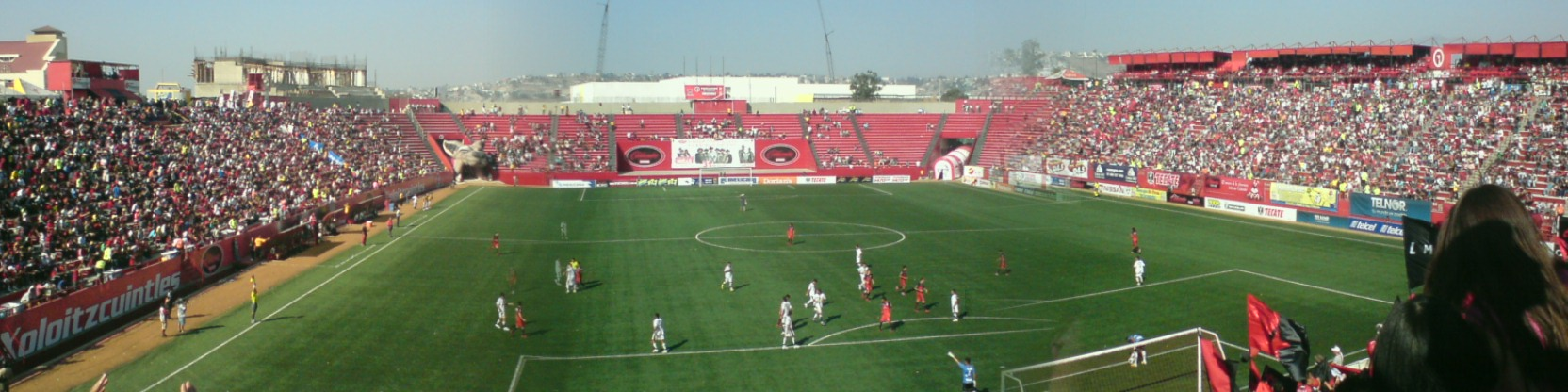
Vista desde adentro del Estadio Caliente, en 2009.

El Estadio Caliente que se encuentra ubicado en el complejo de apuestas Hipódromo de Aguacaliente tenía capacidad para 18,448 espectadores.
obtuvo una ampliación de 18,448 a 21.000.
Tijuana fue sede del Campeonato Sub-17 de la Concacaf en el mes de abril de 2009. Dicho torneo tuvo que ser suspendido debido al brote de influenza que se registró en el sur del país. Posteriormente se realizaron renovaciones en su diseño final aumentando su capacidad para albergar el mundial sub-17 de 2011 de la FIFA, pero en octubre de 2010 fue rechazado el estadio por FIFA para albergar dicho mundial, por lo que se seleccionó al Estadio Corregidora como alterno por si era necesario para partidos. ahora el equipo milita en la primera división de México y su estadio obtuvo una ampliación de 21.000 a 22.333 aficionados en el cual los aficionados cada quince días por lo regular lo llenan, Con una cancha de pasto sintético de la más alta tecnología, el fútbol que se desarrolla en el empastado artificial del Estadio Caliente es de alto nivel.

## Uniforme
- Uniforme local: Camiseta roja, pantalón y medias negras.
- Uniforme visitante: Camiseta gris con detalles negros, pantalón negro y medias grises.

| Primer Uniforme | Segundo Uniforme |

### Uniformes anteriores
- 2022-2023

| Primer Uniforme | Segundo Uniforme | Tercer Uniforme |

- 2021-2022

| Primer Uniforme | Segundo Uniforme | Tercer Uniforme |

- 2020-2021

| Primer Uniforme | Segundo Uniforme | Tercer Uniforme |

- 2019-2020

| Primer Uniforme | Segundo Uniforme | Star Wars Local | Star Wars Visita |

- 2018-2019

| Primer Uniforme | Segundo Uniforme | Tercer Uniforme |

- 2017-2018

| Primer Uniforme | Segundo Uniforme | Tercer Uniforme |

- 2016-2017

| Primer Uniforme | Segundo Uniforme | Tercer Uniforme |

- 2015-2016

| Primer Uniforme | Segundo Uniforme | Tercer Uniforme |

- 2014

| Primer Uniforme | Segundo Uniforme | Tercer Uniforme | Especial Mundial 2014 |

- 2013

| Primer Uniforme | Segundo Uniforme |

- 2012

| Primer Uniforme | Segundo Uniforme |

- 2011

| Primer Uniforme | Segundo Uniforme |

### Indumentaria y patrocinadores
A continuación se enumeran en orden cronológico el fabricante de las indumentarias y los patrocinadores del club que ha tenido desde 2007.
| Período       | Proveedor |
| ------------- | --------- |
| 2007          | Ardex     |
| 2007 - 2008   | Atletíca  |
| 2008          | Voit      |
| 2009 - 2010   | Atletíca  |
| 2011          | Kappa     |
| 2011 - 2014   | Nike      |
| 2015 - 2017   | Adidas    |
| 2017 - Actual | Charly    |

Patrocinador principal: 2007-Act. -

### Proveedor y patrocinadores
A continuación se muestra la lista de patrocinadores actuales del club (Temporada 2014-15):
Proveedor:
- Charly

Patrocinador principal:
- Caliente

Otros patrocinadores:
- Cerveza Tecate
- Volaris
- Casas Geo
- Coca-Cola
- Nissan
- Carl's Jr.
- Telcel
- Calimax
- Autobuses Baja California
- SuKarne
- ECO Gasolineras
- Farmacias del Ahorro
- Powerade
- Rey Asil

## Datos del club
- Mas partidos disputados:
  - Juan Carlos Nuñez con 300 Partidos.
- Goleador histórico:
  - Raúl Enríquez con 81 goles.
- Primer partido disputado:
  - En torneos nacionales: Correcaminos 3 - 0 Tijuana (Clausura 2007, 14 de enero de 2007).
  - En torneos internacionales: Tijuana 1 - 0 Millonarios por la (Copa Libertadores 2013, 19 de febrero de 2013).
- Torneos en Primera División de México: 18
- Torneos en Segunda División de México: 9
- Liguillas por el título: 7
- Finales disputadas:
  - De liga:
    - Liga de Ascenso de México: 3 (Clausura 2009, Apertura 2010 y Clausura 2011).
    - Primera División de México: 1 (Apertura 2012).

  - De copa:
    - Copa México: 1 (2019-20)
- Mejor puesto en la liga:
  - Liga de Ascenso de México: 1.º (Clausura 2009, Apertura 2010).
  - Primera División de México: 1.º (Apertura 2016, Clausura 2017).
- Peor puesto en la liga:
  - Liga de Ascenso de México: 11.º (Apertura 2009).
  - Primera División de México: 18.º (Grita México 2021).
- Puesto histórico Primera División: 27º.
- Puesto histórico en Liguillas Primera División: 19.º.
- Más puntos en una temporada:
  - Liga de Ascenso de México: 37 (Apertura 2010).
  - Primera División de México: 34 (Apertura 2012).
- Mayor número de goles marcados en una temporada:
  - Liga de Ascenso de México: 28 (Clausura 2009).
  - Primera División de México: 30 (Clausura 2015 y Clausura 2017).
- Mayor racha de partidos consecutivos ganados: 5 (Apertura 2010).
- Mayor racha de partidos consecutivos sin perder: 14 (Apertura 2010).
- Mayor racha de partidos consecutivos sin perder como local: 13 (Clausura 2013 jornada 17 hasta Clausura 2014 jornada 8).
- Más victorias en un torneo: 11 victorias en 16 jornadas (Apertura 2010).
- Más empates en un torneo: 9 empates en 17 jornadas (Apertura 2011, Apertura 2014 y Clausura 2016).
- Menos victorias en un torneo: 2 victorias en 17 jornadas (Clausura 2024).
- Menos empates en un torneo: 1 empate (Clausura 2007, Apertura 2015 y Clausura 2019).
- Menos derrotas en un torneo: 1 derrota (Clausura 2009, Apertura 2010 y Apertura 2012).
- Mayor goleada conseguida:
  - En torneos nacionales: Tijuana 6 - 2 Puebla (Clausura 2017), Tijuana 5 - 1 Cruz Azul Hidalgo (Clausura 2011), Tijuana 4 - 0 Chivas (Clausura 2013 y Apertura 2016)
  - En torneos internacionales: Tijuana 6 - 0 Victoria (HON) (Concacaf Liga Campeones 2013-14).
- Mayor goleada recibida:−
  - En torneos nacionales: Cruz Azul 5 - 0 Tijuana (Clausura 2013), León 5 - 0 Tijuana (Apertura 2013),  América 6 - 1 Tijuana (Clausura 2016),  Pachuca 6 - 1 Tijuana (Apertura 2022)
  - En torneos internacionales: Corinthians (BRA) 3 - 0 Tijuana (Copa Libertadores 2013).
- Descensos: 0.

## Jugadores

### Plantilla y cuerpo técnico
- De acuerdo con los reglamentos vigentes, de competencia de la Liga MX (2025-26) y de participación por formación de la FMF (2021), los equipos de la primera división están limitados a tener registrados en sus planteles un máximo de nueve jugadores no formados en México (NFM), de los cuales solo ocho pueden ser convocados por partido y únicamente siete podrán tener participación. Esta categoría de registro, no solo incluye a los extranjeros, sino también a los mexicanos por naturalización. Los jugadores que obtengan su carta de naturalización durante el torneo, permanecerán con el registro de su nacionalidad de origen hasta el certamen siguiente; no obstante, si un jugador naturalizado participa de un partido de competencia oficial con la selección mexicana, podrá ser registrado como «formado en México» para la campaña siguiente.[26][27]
- En virtud de lo anterior, la nacionalidad expuesta aquí, corresponde a la del registro formal ante la liga, indistintamente de otros criterios como doble nacionalidad, la mencionada naturalización o la representación de un seleccionado nacional distinto al del origen registrado.
- En cumplimiento de lo dispuesto por el artículo 28 del reglamento de competencia, los clubes deberán acumular un mínimo de 1170 minutos jugados por elementos formados en México (FM), nacidos a partir del 1 de enero de 2003; para ello, y de conformidad con los artículos 8, 9 y 10, podrán utilizar jugadores de sus equipos de categorías menores que participan en las Ligas de Fuerzas Básicas; o en caso de tenerlas, de sus filiales de Liga de Expansión, Liga Premier y Liga TDP. Todo lo anterior con el formato de «carnet único», es decir, la autorización formal de la FMF para jugar en todos los equipos ligados a la misma institución. Por lo cual, para los efectos de esta tabla, solo aparecerán los jugadores registrados en la fuente principal (sitio oficial de la Liga MX) para el primer equipo, y no aquellos que en el lapso del certamen disputen partidos para cumplir la regla de menores, sin estar inscritos en el plantel principal.[28]

### Altas y bajas: Apertura 2025
| Altas           | Altas     | Altas                     | Altas    | Altas |
| Jugador         | Posición  | Procedencia               | Tipo     |       |
| --------------- | --------- | ------------------------- | -------- | ----- |
| Salim Hernández | Portero   | Querétaro FC              | Traspaso |       |
| Josué Reyes     | Defensa   | Dorados de Sinaloa        | Traspaso |       |
| David Osuna     | Defensa   | Dorados de Sinaloa        | Traspaso |       |
| Pablo Ortíz     | Defensa   | Querétaro FC              | Traspaso |       |
| Adonis Preciado | Delantero | Querétaro FC              | Préstamo |       |
| Leonardo Vargas | Delantero | Dorados de Sinaloa        | Traspaso |       |
| Vitinho         | Delantero | Club Atlético de San Luis | Traspaso |       |

| Bajas               | Bajas         | Bajas                 | Bajas           | Bajas |
| Jugador             | Posición      | Destino               | Tipo            |       |
| ------------------- | ------------- | --------------------- | --------------- | ----- |
| Rodrigo Parra       | Defensa       | Bandera de ?          | Fin de contrato |       |
| Francisco Contreras | Defensa       | Bandera de ?          | Fin de contrato |       |
| Joaquín Fernández   | Defensa       | Bandera de ?          | Fin de contrato |       |
| Jhojan Julio        | Mediocampista | Querétaro Fútbol Club | Traspaso        |       |
| Fernando Monárrez   | Mediocampista | Club Puebla           | Préstamo        |       |
| Efraín Álvarez      | Mediocampista | CD Guadalajara        | Traspaso        |       |
| Fernando Madrigal   | Mediocampista | Bandera de ?          | Retiro          |       |
| José Raúl Zúñiga    | Delantero     | Club América          | Traspaso        |       |

## Entrenadores
| Entrenador         | Período   |
| ------------------ | --------- |
| Víctor Rangel      | 2007      |
| Wilson Graniolatti | 2008-09   |
| Juan Antonio Luna  | 2009-10   |
| Joaquín del Olmo   | 2010-11   |
| Antonio Mohamed    | 2011-13   |
| Jorge Almirón      | 2013      |
| César Farías       | 2013-14   |
| Daniel Guzmán      | 2014-15   |
| Rubén Omar Romano  | 2015      |
| Raúl Chabrand      | 2015*     |
| Miguel Herrera     | 2016-2017 |
| Eduardo Coudet     | 2017      |
| Diego Torres       | 2017*     |
| Diego Cocca        | 2018      |

| Entrenador           | Período       |
| -------------------- | ------------- |
| Frankie Oviedo       | 2018*         |
| Óscar Pareja         | 2019          |
| Gustavo Quinteros    | 2020          |
| Pablo Guede          | 2020-21       |
| Ildefonso Mendoza    | 2021*         |
| Robert Dante Siboldi | 2021          |
| Sebastián Méndez     | 2021 - 22     |
| Ricardo Valiño       | 2022 - 23     |
| Cirilo Saucedo       | 2023*         |
| Miguel Herrera       | 2023-24       |
| Juan Carlos Osorio   | 2024-2025     |
| Sebastián Abreu      | 2025-presente |

- en asterisco los que fueron interinos.

## Palmarés

### Torneos oficiales
| Competición nacional             | Títulos        | Subcampeonatos                |
| -------------------------------- | -------------- | ----------------------------- |
| Primera División de México (1/0) | Apertura 2012. |                               |
| Copa MX (0/1)                    |                | 2019-20.                      |
| Liga de Ascenso de México (1/2)  | Apertura 2010. | Clausura 2009, Clausura 2011. |
| Campeón de Ascenso (1/0)         | 2010-11.       |                               |

## Filiales
El equipo canino contó con una filial en Segunda División de México, llamado Club Tijuana Premier.
En el Grupo XVII de la Tercera División de México se tiene una filial de nombre Xolos de Hermosillo, mismo que fue fundado desde el año 2018 y disputa sus partidos de local en el Estadio "Aarón Gamal Aguirre Fimbres" de la ciudad de Hermosillo, Sonora. Este club filial disputa el "Derby de Hermosillo" contra la también filial Cimarrones de Sonora "C".
Por último, se cuenta con un equipo en la Liga MX Femenil, fundado por Marbella Ibarra. 
También cuenta con un equipo asociado en el Ascenso MX llamado Dorados de Sinaloa, el cual tiene la certificación para ascender a la máxima categoría en caso de conseguirlo.